# Inner-Mörttjärnen
Inner-Mörttjärnen är en sjö i Örnsköldsviks kommun i Ångermanland och ingår i Gideälvens huvudavrinningsområde. Sjöns area är 0,02 kvadratkilometer och den är belägen 253 meter över havet.